# Ulrich Berger (Wirtschaftswissenschaftler)
Ulrich Berger (* 15. Juli 1970 in Steyr, Oberösterreich) ist ein österreichischer Wirtschaftswissenschaftler.

## Leben und Werk
Der Sohn des Germanisten Albert Berger wurde nach dem Studium der Mathematik an der Universität Wien (Mag. rer. nat. 1995, Dr. rer. nat. 1998) an der Wirtschaftsuniversität Wien 2004 auch zum Dr. rer. soc. oec. promoviert und habilitierte sich 2006 in Volkswirtschaftslehre.
2006 vertrat er eine Professur an der LMU München; seit 2011 ist er Lehrstuhlinhaber und leitet das Institut für Analytische Volkswirtschaftslehre an der Wirtschaftsuniversität Wien. Zu seinen Forschungsinteressen gehören Spieltheorie und Netzwerkökonomie.
Berger setzt sich gegen die Verbreitung von Pseudowissenschaften ein. Er ist Vorsitzender der Gesellschaft für kritisches Denken (GkD) und Mitglied der Skeptiker-Organisation Gesellschaft zur wissenschaftlichen Untersuchung von Parawissenschaften (GWUP). Beim Wissenschafts-Blog-Portal ScienceBlogs betreibt er das Blog Kritisch Gedacht.

## Preise und Auszeichnungen
- 2008 WU-Best Paper Award (gemeinsam mit Hannelore De Silva)[4][5]
- 2005 Förderpreis der Vodafone Stiftung für Forschung
- 2004 Marie Curie Research Fellowship
- 1999 Forschungsstipendium der Universität Bonn